# Colin Long
Colin Long, né le 23 mars 1918 à Melbourne, mort le 8 novembre 2009, est un joueur de tennis australien.
Il a notamment remporté les Internationaux d'Australie en 1940, 1946, 1947 et 1948 en double mixte (avec Nancye Wynne Bolton).

## Palmarès (partiel)

### Finales en simple messieurs
| No | Date | Nom et lieu du tournoi       | Catégorie | Surface | Vainqueur      | Score    |  |
| -- | ---- | ---------------------------- | --------- | ------- | -------------- | -------- |  |
| 1  | 1946 | Tournoi de tennis du Queen's |           | NC      | Pancho Segura  | 6-4, 7-5 |  |
| 2  | 1947 | Tournoi de tennis du Queen's |           | NC      | Bob Falkenburg | 6-4, 7-5 |  |

### Finales en double messieurs
| No | Date       | Nom et lieu du tournoi             | Catégorie | Surface      | Vainqueurs                 | Partenaire      | Score                   |          |
| -- | ---------- | ---------------------------------- | --------- | ------------ | -------------------------- | --------------- | ----------------------- | -------- |
| 1  | 20-01-1939 | Australian Championships Melbourne | G. Chelem | Gazon (ext.) | Adrian Quist John Bromwich | Donald Turnbull | 6-4, 7-5, 6-2           | Parcours |
| 2  | 16-01-1948 | Australian Championships Melbourne | G. Chelem | Gazon (ext.) | Adrian Quist John Bromwich | Frank Sedgman   | 1-6, 6-8, 9-7, 6-3, 8-6 | Parcours |

### Titres en double mixte
| No | Date       | Nom et lieu du tournoi             | Catégorie | Surface      | Partenaire          | Finalistes                     | Score         |          |
| -- | ---------- | ---------------------------------- | --------- | ------------ | ------------------- | ------------------------------ | ------------- | -------- |
| 1  | 19-01-1940 | Australian Championships Sydney    | G. Chelem | Gazon (ext.) | Nancye Wynne        | Nell Hall Hopman Harry Hopman  | 7-5, 2-6, 6-4 | Parcours |
| 2  | 19-01-1946 | Australian Championships Adélaïde  | G. Chelem | Gazon (ext.) | Nancye Wynne Bolton | Joyce Fitch John Bromwich      | 6-0, 6-4      | Parcours |
| 3  | 18-01-1947 | Australian Championships Sydney    | G. Chelem | Gazon (ext.) | Nancye Wynne Bolton | Joyce Fitch John Bromwich      | 6-3, 6-3      | Parcours |
| 4  | 16-01-1948 | Australian Championships Melbourne | G. Chelem | Gazon (ext.) | Nancye Wynne Bolton | Thelma Coyne Long Bill Sidwell | 7-5, 4-6, 8-6 | Parcours |

### Finales en double mixte
| No | Date       | Nom et lieu du tournoi            | Catégorie | Surface      | Vainqueurs                    | Partenaire          | Score         |          |
| -- | ---------- | --------------------------------- | --------- | ------------ | ----------------------------- | ------------------- | ------------- | -------- |
| 1  | 21-01-1938 | Australian Championships Adélaïde | G. Chelem | Gazon (ext.) | Margaret Wilson John Bromwich | Nancye Wynne        | 6-3, 6-2      | Parcours |
| 2  | 23-06-1947 | The Championships Wimbledon       | G. Chelem | Gazon (ext.) | Louise Brough John Bromwich   | Nancye Wynne Bolton | 1-6, 6-4, 6-2 | Parcours |